# Athletic Fotbalový Klub Atlantic Lázně Bohdaneč
L'Athletic Fotbalový Klub Atlantic Lázně Bohdaneč, meglio noto come Atlantic Lázně Bohdaneč o solo Lázně Bohdaneč, è una società calcistica ceca con sede nella città di Lázně Bohdaneč. Oggi milita nella Druhá Liga, la seconda divisione ceca.

## Cronistoria
- 1918: il club viene fondato AFK Lázně Bohdaneč
- 1948: il club è rinominato Sokol Lázně Bohdaneč
- 1991: il club è rinominato AFK Atlantic Lázně Bohdaneč

## Palmarès

### Competizioni nazionali
- Česka fotbalová liga: 1

1995-1996

### Altri piazzamenti
- Druhá Liga:

Secondo posto: 1996-1997